# Saudi Professional League 2016/17
Die Saudi Professional League 2016/17 war die 42. Spielzeit der höchsten saudi-arabischen Fußballliga seit ihrer Gründung im Jahr 1976. Die Saison begann am 11. August 2016 und endete am 4. Mai 2017. Titelverteidiger war al-Ahli.

## Modus
Die Vereine spielten ein Doppelrundenturnier aus, womit sich insgesamt 26 Spiele pro Mannschaft ergaben. Es wurde nach der 3-Punkte-Regel gespielt (drei Punkte pro Sieg, ein Punkt pro Unentschieden). Die Tabelle wurde nach den folgenden Kriterien bestimmt:
1. Anzahl der erzielten Punkte
2. Anzahl der erzielten Punkte im direkten Vergleich
3. Tordifferenz im direkten Vergleich
4. Anzahl Tore im direkten Vergleich
5. Tordifferenz aus allen Spielen
6. Anzahl Tore in allen Spielen

Am Ende der Saison qualifizierten sich die beiden punktbesten Mannschaften für die Gruppenphase der AFC Champions League 2018. Ursprünglich sollten sich, da der Meister auch den Pokal gewinnen konnte, der Drittplatzierte ebenfalls für die Gruppenphase und der Ligavierte für die Play-off-Runde zur Champions League qualifizieren. Da beide aber keine Lizenz erhielten und es keine geeigneten Nachrücker gab, blieben die beiden Plätze unbesetzt.
Die zwei Vereine mit den wenigsten Punkten stiegen in die zweitklassige Saudi First Division ab, der 12. spielte in zwei Relegationsspielen gegen den 3. der Saudi First Division 2016/17 um die Relegation.

## Teilnehmer
Al-Ettifaq kehrte nach zweijähriger Abstinenz als Meister der Saudi First Division 2015/16 wieder zurück in die Saudi Professional League. Der zweite Aufsteiger, al-Batin, spielte das erste Mal in der Vereinsgeschichte in der höchsten saudi-arabischen Liga. Al-Batin war zunächst in den Relegationsspielen gegen al-Raed gescheitert, durfte dann aber trotzdem aufsteigen. Grund dafür war, dass der ursprüngliche Meister der First Division, der al-Mojzel Club, wegen Spielmanipulation in die Second Division zwangsabsteigen musste.
Die zwei Aufsteiger ersetzten die zwei letztplatzierten Vereine der Saison 2015/16, den Najran SC und den Hajer Club. Der Hajer Club musste nach zwei Jahren in der Saudi Professional League wieder in die Saudi First Division zurück. Für den Najran SC bedeutete der Abstieg das Ende seiner neunjährigen Zugehörigkeit zum saudi-arabischen Fußball-Oberhaus.
| Verein        | Beheimatet in, Provinz          | Stadion                            |
| ------------- | ------------------------------- | ---------------------------------- |
| al-Ahli       | Dschidda, Mekka                 | King Abdullah Sports City Stadium  |
| al-Batin      | Hafar al-Batin, asch-Scharqiyya | al-Batin Club Stadium              |
| al-Ettifaq    | Dammam, asch-Scharqiyya         | Prinz-Mohamed-bin-Fahd-Stadion     |
| al-Faisaly FC | Harma, Riad                     | King Salman Sport City Stadium     |
| al-Fateh SC   | al-Hasa, asch-Scharqiyya        | Prince Abdullah bin Jalawi Stadium |
| al-Hilal      | Riad, Riad                      | König-Fahd-Stadion                 |
| al-Khaleej    | Sayhat, asch-Scharqiyya         | Prince Saud bin Jalawi Stadium     |
| al-Nasr       | Riad, Riad                      | König-Fahd-Stadion                 |
| al-Qadisiyah  | Khobar, asch-Scharqiyya         | Prince Saud bin Jalawi Stadium     |
| al-Raed       | Buraida, al-Qasim               | King Abdullah Sport City Stadium   |
| al-Shabab     | Riad, Riad                      | König-Fahd-Stadion                 |
| al-Taawoun    | Buraida, al-Qasim               | King Abdullah Sport City Stadium   |
| al-Wahda      | Mekka, Mekka                    | König-Abd-al-Aziz-Stadion          |
| Ittihad FC    | Dschidda, Mekka                 | King Abdullah Sports City Stadium  |

## Abschlusstabelle
| Pl. | Verein         | Sp. | S  | U  | N  | Tore    | Diff. | Punkte |
| --- | -------------- | --- | -- | -- | -- | ------- | ----- | ------ |
| 1.  | al-Hilal       | 26  | 21 | 3  | 2  | 063:160 | +47   | 66     |
| 2.  | al-Ahli (M, P) | 26  | 17 | 4  | 5  | 057:300 | +27   | 55     |
| 3.  | al-Nasr        | 26  | 16 | 4  | 6  | 044:250 | +19   | 52     |
| 4.  | Ittihad FC 1   | 26  | 17 | 4  | 5  | 057:370 | +20   | 52     |
| 5.  | al-Raed (R)    | 26  | 11 | 2  | 13 | 037:470 | −10   | 35     |
| 6.  | al-Taawoun     | 26  | 9  | 4  | 13 | 033:400 | −7    | 31     |
| 7.  | al-Shabab      | 26  | 8  | 9  | 9  | 028:320 | −4    | 33     |
| 8.  | al-Ettifaq (N) | 26  | 7  | 6  | 13 | 031:450 | −14   | 27     |
| 9.  | al-Faisaly FC  | 26  | 6  | 10 | 10 | 030:410 | −11   | 28     |
| 10. | al-Fateh SC    | 26  | 7  | 8  | 11 | 033:390 | −6    | 29     |
| 11. | al-Qadisiyah   | 26  | 6  | 10 | 10 | 038:380 | ±0    | 28     |
| 12. | al-Batin (N)   | 26  | 6  | 8  | 12 | 031:430 | −12   | 26     |
| 13. | al-Khaleej     | 26  | 5  | 8  | 13 | 032:510 | −19   | 23     |
| 14. | al-Wahda       | 26  | 5  | 2  | 19 | 035:650 | −30   | 17     |

Zum Saisonende 2016/17:
Zum Saisonende 2015/16:

(M) Amtierender Meister: al-Ahli

(P) Amtierender Pokalsieger: al-Ahli

(R) Gewinner der Relegationsspiele: al-Raed

(N) Aufsteiger aus der Saudi First Division 2015/16: al-Ettifaq & al-Batin
Anmerkung:

## Relegation
Der 12. der Saudi Professional League 2016/17 spielte gegen den 3. der Saudi First Division 2016/17 in einer Play-off-Runde mit Hin- und Rückspiel um die Relegation. Das Hinspiel fand am 11. und das Rückspiel am 16. Mai 2016 statt. Der Sieger qualifizierte sich für die Saudi Professional League 2017/18.
|           | Gesamt |          | Hinspiel | Rückspiel |
| --------- | ------ | -------- | -------- | --------- |
| Najran SC | 2:3    | al-Batin | 0:1      | 2:2       |

## Statistiken

### Kreuztabelle
Die Kreuztabelle stellt die Ergebnisse aller Spiele der regulären Saison dar. Die Heimmannschaft ist in der linken Spalte, die Gastmannschaft in der oberen Zeile aufgelistet.
| Saison 2016/17 | AHL | BAT | ETI | FAI | FAT | HIL | KHA | NAS | QAD | RAE | SHA | TAW | WAH | ITH |
| al-Ahli        |     | 1:1 | 4:1 | 2:1 | 2:0 | 1:2 | 4:1 | 0:2 | 2:0 | 1:0 | 3:1 | 2:1 | 4:0 | 1:1 |
| al-Batin       | 0:1 |     | 2:0 | 0:0 | 1:1 | 0:2 | 1:0 | 4:3 | 1:1 | 4:0 | 1:0 | 1:0 | 1:1 | 0:1 |
| al-Ettifaq     | 1:4 | 2:1 |     | 3:1 | 2:2 | 0:1 | 3:1 | 1:0 | 2:2 | 0:1 | 0:1 | 3:0 | 1:3 | 1:4 |
| al-Faisaly FC  | 3:6 | 2:2 | 3:3 |     | 0:0 | 0:2 | 3:1 | 1:2 | 3:2 | 1:1 | 0:1 | 1:0 | 2:1 | 2:4 |
| al-Fateh SC    | 0:1 | 3:2 | 0:0 | 1:0 |     | 0:1 | 2:4 | 1:2 | 1:1 | 3:1 | 1:1 | 0:2 | 4:2 | 4:1 |
| al-Hilal       | 0:0 | 2:0 | 1:2 | 4:0 | 1:0 |     | 4:0 | 5:1 | 1:1 | 2:1 | 3:0 | 4:2 | 6:0 | 0:2 |
| al-Khaleej     | 2:2 | 2:2 | 1:2 | 1:1 | 1:1 | 1:6 |     | 0:3 | 2:1 | 1:2 | 1:2 | 0:1 | 4:2 | 2:3 |
| al-Nasr        | 1:0 | 4:0 | 2:0 | 0:0 | 4:1 | 1:1 | 0:1 |     | 1:0 | 3:1 | 1:0 | 2:1 | 2:1 | 1:1 |
| al-Qadisiyah   | 4:1 | 1:1 | 1:1 | 1:1 | 1:2 | 1:2 | 0:0 | 3:2 |     | 3:0 | 1:1 | 0:1 | 3:1 | 0:3 |
| al-Raed        | 1:3 | 2:1 | 2:0 | 1:0 | 3:2 | 0:3 | 3:2 | 0:1 | 2:1 |     | 2:2 | 3:2 | 3:1 | 2:3 |
| al-Shabab      | 3:2 | 3:1 | 1:1 | 1:2 | 2:0 | 1:2 | 1:1 | 1:1 | 0:0 | 1:2 |     | 2:2 | 0:0 | 0:2 |
| al-Taawoun     | 2:3 | 4:3 | 1:0 | 0:0 | 0:0 | 0:2 | 0:0 | 2:1 | 1:3 | 2:1 | 2:0 |     | 3:1 | 1:2 |
| al-Wahda       | 1:3 | 5:1 | 2:1 | 0:1 | 1:2 | 1:3 | 1:2 | 0:3 | 2:5 | 2:1 | 1:2 | 3:2 |     | 3:5 |
| Ittihad FC     | 1:4 | 2:0 | 4:1 | 2:2 | 3:2 | 1:3 | 1:1 | 0:1 | 4:2 | 3:2 | 0:1 | 3:1 | 1:0 |     |

### Torschützenliste
Bei gleicher Anzahl von Toren sind die Spieler alphabetisch sortiert.
| Platz                  | Nat           | Spieler           | Mannschaft | Tore |
| ---------------------- | ------------- | ----------------- | ---------- | ---- |
| 01                     | Syrien        | Omar al-Somah     | al-Ahli    | 24   |
| 02                     | Guinea-a      | Ismaël Bangoura   | al-Raed    | 18   |
| 03                     | Saudi-Arabien | Mukhtar Fallatah  | al-Wahda   | 16   |
|                        | Agypten       | Mahmoud Kahraba   | Ittihad FC | 16   |
| 05                     | Brasilien     | Léo Bonatini      | al-Hilal   | 12   |
|                        | Brasilien     | Carlos Eduardo    | al-Hilal   | 12   |
|                        | Brasilien     | Jandson           | al-Khaleej | 12   |
|                        | Brasilien     | Jorge Santos      | al-Batin   | 12   |
| 09                     | Saudi-Arabien | Fahad al-Muwallad | Ittihad FC | 11   |
| 10                     | Algerien      | Mohamed Benyettou | al-Shabab  | 10   |
| Stand: Ende der Saison |               |                   |            |      |